# كريكيون ثلاثي الشرفات
كريكيون ثلاثي الشرفات (الاسم العلمي:Corycium tricuspidatum) هو نوع من النباتات يتبع جنس الكريكيون من الفصيلة السحلبية.